# Президентские выборы в Хорватии (2000)
Президентские выборы в Хорватии 2000 года — третьи выборы Президента Хорватии после провозглашения ею независимости, состоявшиеся в два тура 24 января и 7 февраля. Победу на них одержал Степан Месич.

## Первый тур (итоги)
По результатам первого тура ни один из кандидатов не набрал необходимого количества голосов (50 % + 1 голос) для избрания президентом, и во второй тур вышли кандидат от Хорватской народной партии Степан Месич (которого поддерживали также Хорватская крестьянская партия — HSS, Либеральная партия — LS, Демократическая ассамблея Истрии — IDS, Социал-демократическое действие Хорватии — ASH) и кандидат от Хорватской социал-либеральной партии Дражен Будиша (которого поддерживала также Социал-демократическая партия Хорватии — SDP).
| Кандидат — Политическая партия   | Количество голосов  | %       |
| -------------------------------- | ------------------- | ------- |
| Степан Месич (HNS)               | 1 100 671           | 41,11 % |
| Дражен Будиша (HSLS)             | 741 837             | 27,71 % |
| Мате Гранич (HDZ)                | 601 588             | 22,47 % |
| Славен Летица (независимый)      | 110 782             | 4,14 %  |
| Анто Джапич (HSP)                | 49 288              | 1,84 %  |
| Анте Ледич (независимый)         | 22 875              | 0,85 %  |
| Томислав Мерчеп (HPS)            | 22 672              | 0,85 %  |
| Анте Пркачин (NH)                | 7401                | 0,28 %  |
| Звонимир Шепанович (независимый) | 7235                | 0,27 %  |
| Недействительных бюллетеней      | 13 212              | 0,49 %  |
| Всего                            | 2 667 561 (62,98 %) | 100 %   |

## Второй тур (итоги)
Во втором туре 7 февраля 2000 года победу одержал Степан Месич, которого поддержали 56,01 % избирателей.
| Кандидат — Политическая партия | Количество голосов  | %       |
| ------------------------------ | ------------------- | ------- |
| Степан Месич (HNS)             | 1 433 372           | 56,01 % |
| Дражен Будиша (HSLS)           | 1 125 969           | 43,99 % |
| Недействительных бюллетеней    | 38 799              | 1,49 %  |
| Всего                          | 2 598 120 (60,88 %) | 100 %   |